# Zelmo Beaty
Pour les articles homonymes, voir Beaty.
Zelmo « Big Z » Beaty (né le 25 octobre 1939, à Hillister, Texas, mort le 7 septembre 2013) est un joueur américain professionnel de  basket-ball.

## Biographie
Pivot de 2,06 m issu de l'université A&M de Prairie View, Beaty fut sélectionné au 3e rang de la Draft 1962 de la NBA par les Hawks de Saint-Louis. Il joua sept saisons avec les Hawks, avec deux apparitions au NBA All-Star Game en 1966 et 1968, avant de quitter la NBA pour jouer pour la ligue rivale de l'American Basketball Association (ABA).  Beaty mena les Stars de l'Utah au titre ABA en 1971, puis joua trois saisons supplémentaires avec les Stars avant de retourner en NBA comme membre des Lakers de Los Angeles. Il prit sa retraite en 1975 combinant en ABA/NBA un total de 15 207 points et 9 665 rebonds. Il fut brièvement entraîneur de l'équipe ABA des Squires de la Virginie, dirigeant 42 rencontres pour 9 victoires et 33 défaites.

## Palmarès
- ABA champion (1971)
- ABA Playoffs MVP (1971)
- 2× NBA All-Star (1966, 1968)
- NBA All-Rookie First Team (1963)
- 3× ABA All-Star (1971–1973)
- 2× All-ABA Second Team (1971, 1972)
- ABA All-Time Team